# Eda glasbruk
Eda glasbruk est une localité située dans la commune d’Eda dans le comté de Värmland en Suède.
Sa population était de 216 habitants en 2010.